# Handling-machine
De handling-machine is een fictief buitenaards voertuig uit H.G. Wells’ sciencefictionroman The War of the Worlds.
In het boek is de handling-machine een van de machines gebruikt door de Martianen voor hun invasie. Naast de driepoot is het hun meest gebruikte type machine.

## Boek
In het boek heeft de handling-machine de functie van een constructiemachine. Hij maakt en verplaatst de andere machines van de Martianen. Net als de driepoten wordt de machine van binnenuit bestuurd door een Martiaan.

## Andere versies
In Jeff Wayne's musical adaptation of The War of the Worlds was de handling-machine voor de Martianen de primaire machine om mensen te vangen. De machine had dan ook een kooit achterop. De handling-machine getekend door Jeff Wayne doet qua ontwerp denken aan een krab.
Deze versie van de handling-machine komt ook voor in het computerspel Jeff Wayne's The War of the Worlds. In dit spel is zijn functie meer in overeenstemming met die in de roman. De machine wordt in het spel gebruikt door de speler om de Martiaanse gebouwen te maken.
De enige film waarin de handling-machines een rol speelden was H.G. Wells' The War of the Worlds van Pendragon Pictures. Hierin lijkt de machine op een cabine met vier poten en vier klauwen.